# كيفن هيكي
كيفن هيكي (بالإنجليزية: Kevin Hickey)‏ هو لاعب كرة قاعدة أمريكي، ولد في 25 فبراير 1956 في شيكاغو في الولايات المتحدة، وتوفي بنفس المكان في 16 مايو 2012.

## وصلات خارجية
- كيفن هيكي على موقعبيزبول رفرنس.كوم (الدوري الرئيسي) (الإنجليزية)
- كيفن هيكي على موقعبيزبول رفرنس.كوم (الدوري الثانوي) (الإنجليزية)